# Ohrid
Ohrid (verouderd ook Ochrid; Macedonisch: Охрид; Albanees: Ohër, bepaalde vorm Ohri) is een stad en gemeente in het zuidwesten van Noord-Macedonië. De gemeente telt 54.380 inwoners (2002), waarvan er 42.033 in de eigenlijke stad Ohrid wonen en de overige in de 20 andere kernen die de gemeente rijk is.

## Geografie
Ohrid is gelegen aan het naar haar genoemde Meer van Ohrid, op de grens met Albanië.

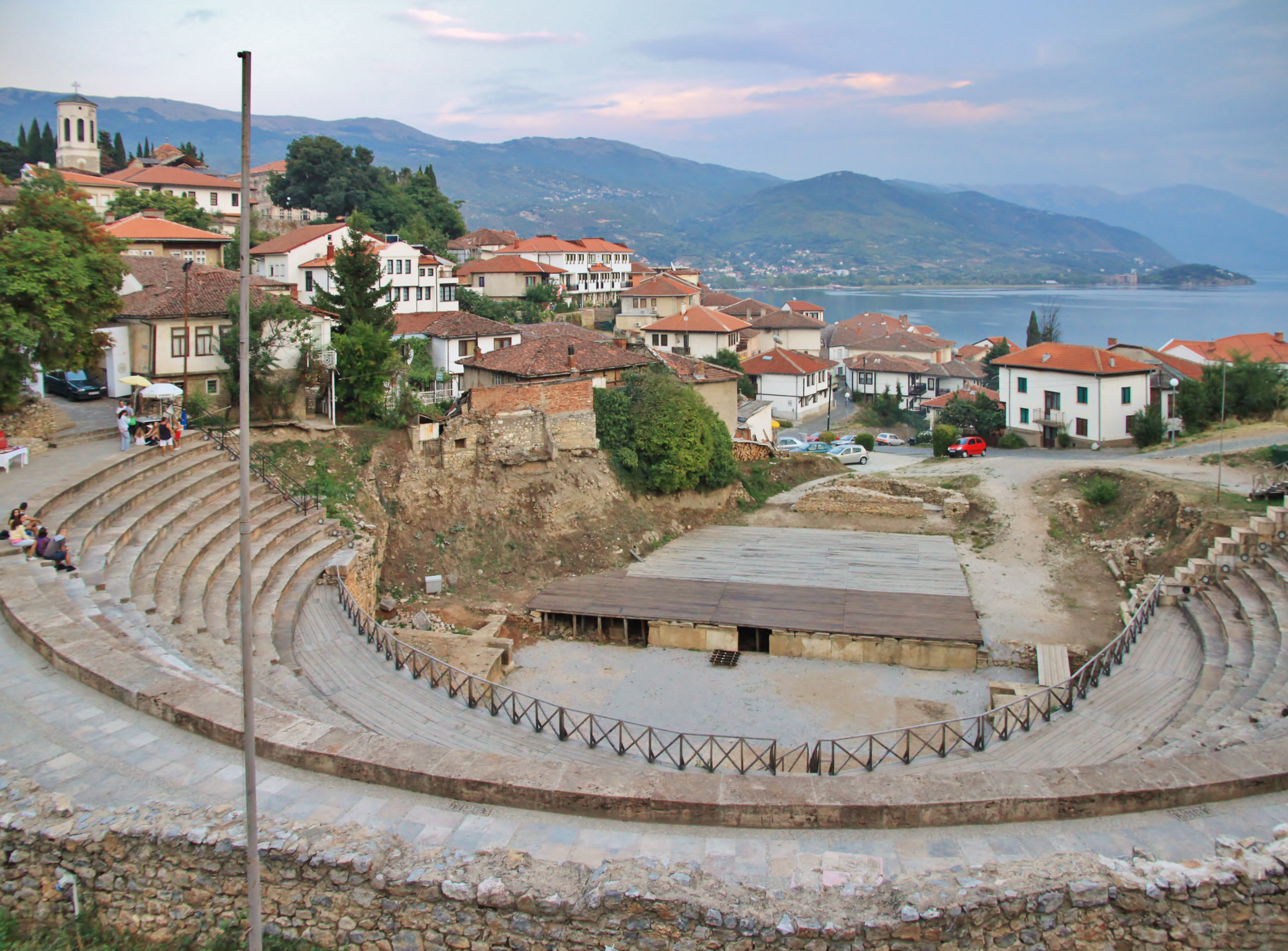
Het antieke theater van Ohrid

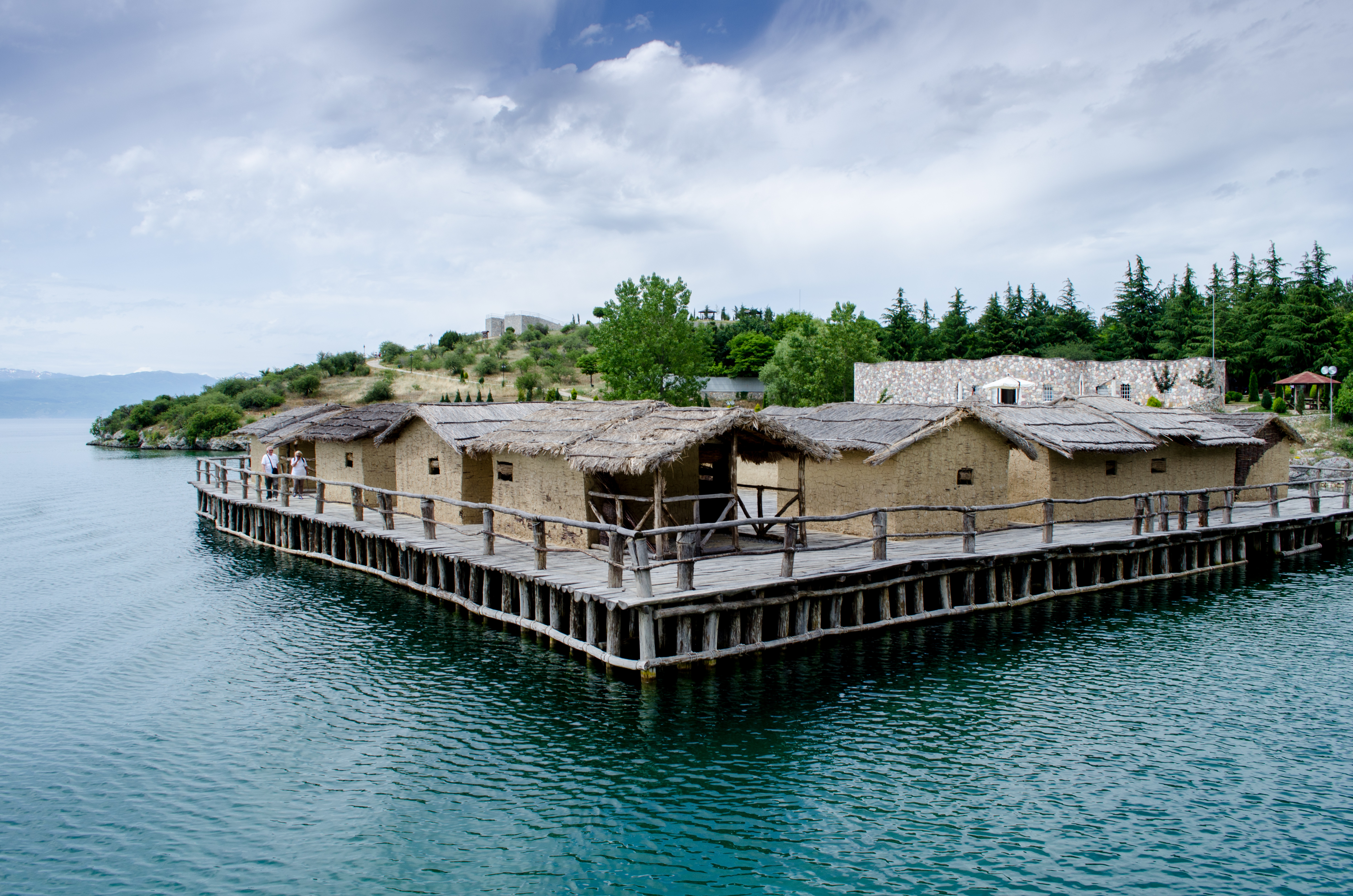
Het museum op water van Ohrid

## Bevolking
Volgens de volkstelling van 2002 heeft de stad Ohrid 42.033 inwoners en de etnische samenstelling was als volgt:
- Macedoniërs, 33.791 (80,4%)
- Albanezen, 2.959 (7,0%)
- Turken, 2.256 (5,4%)
- Anderen, 3.027 (7,2%)

De meest gesproken moedertalen in de stad zijn onder meer:
- Macedonisch, 34.910 (83,1%)
- Albanees, 3.957 (9,4%)
- Turks, 2.226 (5,3%)
- Overig, 1.017 (2,4%)

De religieuze samenstelling van de stad was:
- Orthodoxe Kerk, 33.987 (80,9%)
- Islam, 7.599 (18,1%)
- Anders, 447 (1,1%)

## Bezienswaardigheden
Ohrid is rijk aan monumenten, waaronder het antiek theater van Ohrid, en is om die reden opgenomen op de Werelderfgoedlijst van UNESCO onder de inschrijving Natuurlijk en cultureel erfgoed van de regio Ohrid. Kenmerkend is het Fort van Samuel dat op de heuvel boven de stad ligt. Het toerisme vormt een belangrijke bron van inkomsten. De stad lag in de oudheid aan de Via Egnatia, die dwars over het Balkanschiereiland naar Byzantium liep. Van de vele Byzantijnse monumenten is de kathedraal Sint-Sophiakerk de belangrijkste. Een heel eind buiten het centrum, nabij de Albanese grens, ligt het Sveti Naum-klooster.
De stad ligt aan de rand van het Nationale Park Galičica; veertien dorpen in de gemeente liggen binnen dit natuurgebied.

## Den Doolaard

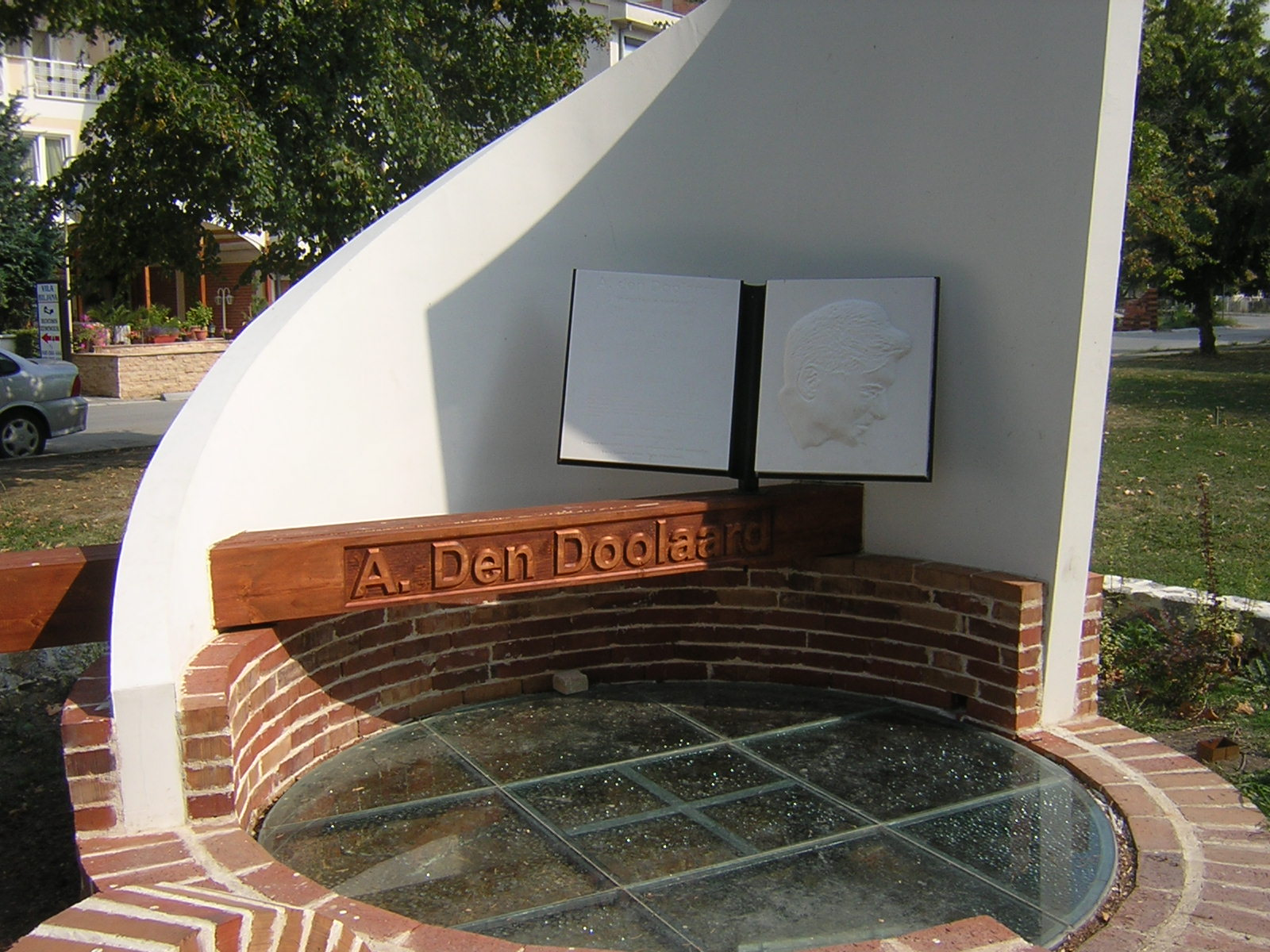
Het monument voor A. den Doolaard

Ohrid vormde een belangrijke inspiratiebron voor de Nederlandse schrijver A. den Doolaard. In de stad is een door de Macedonische architect Vladimir Toič ontworpen monument voor hem opgericht. Op 19 juni 2011 werd in het cultureel centrum Cultura 365 in Ohrid een herdenkingstentoonstelling over A. den Doolaard geopend, met boeken en documenten rond het leven en werk van de schrijver.

## Geboren
- Ivan Totsjko (1914-1973), schrijver
- Dimtsje Malenko (1919-1990), schrijver
- Misjo Juzmeski (1966-2021), schrijver, reisleider en fotograaf
- Gjoko Taneski (1977), zanger
- Aleksandar Mitreski (1980), voetballer
- Eva Nedinkovska (1983), zangeres

## Stedenbanden
- Dalian (China)
- Windsor (Canada)